# Панъевропейский транспортный коридор № 9
Панъевропейский транспортный коридор № 9  — один из панъевропейских коридоров. Он курсирует между Хельсинки в Финляндии и Александруполисом в Греции. Коридор проходит по маршруту: Хельсинки – Выборг – Санкт-Петербург – Москва – Киев – Кишинев – Бухарест – Русе – Стара-Загора – Димитровград – Александруполис (протяжённость 3400 км).
Главное поднаправление: Санкт-Петербург — Москва — Киев
- Ветвь A: Клайпеда — Вильнюс — Минск — Гомель
- Ветвь B: Калининград — Вильнюс — Минск — Гомель
- Ветвь C: Любашёвка — Раздельная — Одесса
- Ветвь D: Калининград — Каунас